# Zumárraga
Zumárraga (oficialmente en euskera: Zumarraga) es una localidad y municipio guipuzcoano situado en la parte central de la comarca del Alto Urola, en la comunidad autónoma del País Vasco en España. Cuenta con una población de 9687 habitantes (INE 2024).

## Toponimia
El nombre del municipio proviene del euskera. Significa etimológicamente 'lugar del olmo', olmedo, de la palabra vasca zumar ('olmo') y el sufijo -aga, que indica localización. 
La forma Zumárraga se extendió en el siglo XIX, tras establecer la Real Academia Española en 1763 la utilización del acento gráfico, aunque desde 1996 la única denominación oficial del municipio es la de Zumarraga (sin tilde, según la ortografía del euskera). La acentuación del nombre en euskera y castellano es idéntica.
En Filipinas existe un municipio del mismo nombre, en la provincia de Sámar.

## Geografía

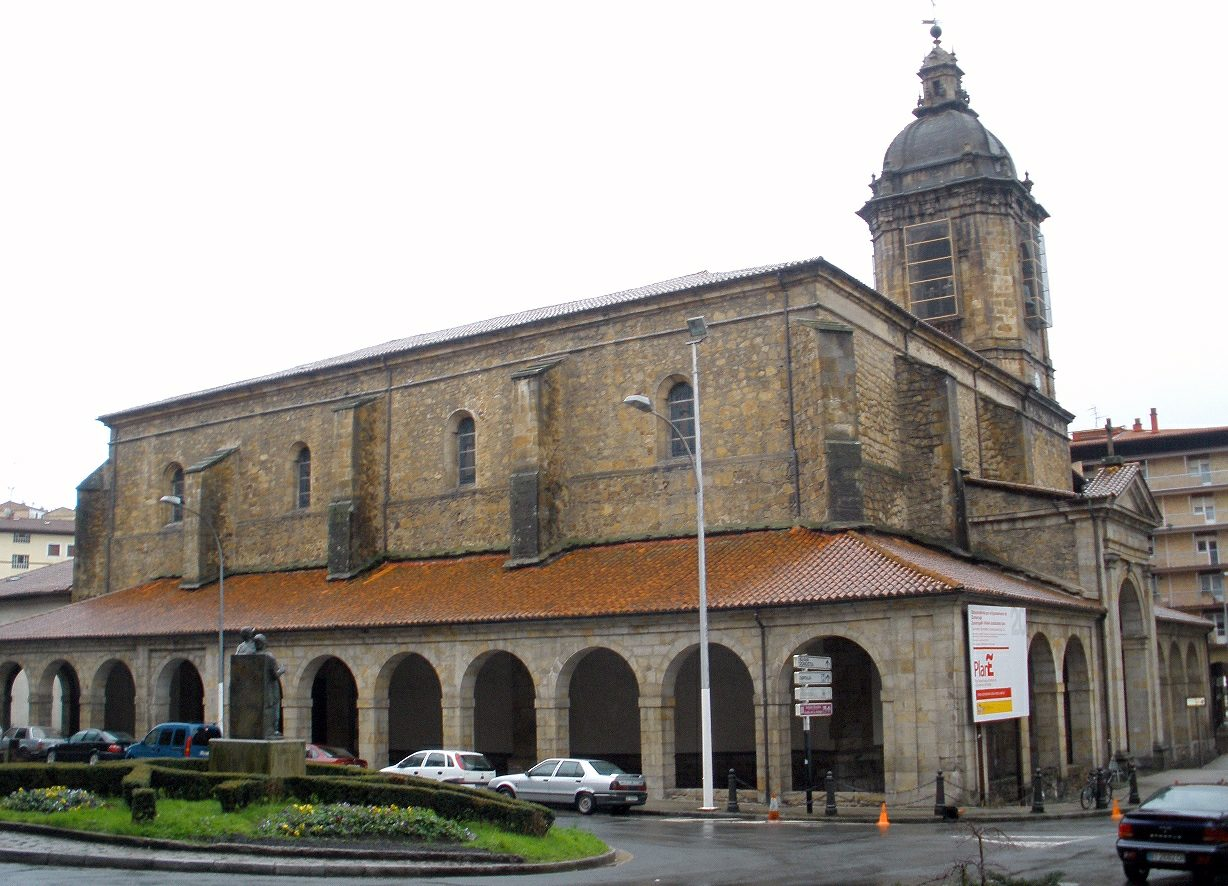
Parroquia de Santa María de la Asunción

Zumárraga está enclavado en el valle guipuzcoano del Alto Urola. Se trata de un estrecho valle, con una anchura de unos 3 km.
Por el este, el río Urola la separa de su vecina Villarreal de Urrechua, con la que forma un mismo casco urbano. 
Por el sur delimita con Legazpia y Gaviria, por el oeste con Ezquioga-Ichaso y por el norte con Azpeitia y Azcoitia.
Los montes principales de Zumárraga son: por el norte, Samiño (930 m), donde está el mojón que delimita Zumárraga, Azpeitia y Azcoitia; Izazpi (967 m), donde un poco antes de la cima se halla el mojón que delimita Zumárraga, Azpeitia y Ezquioga-Ichaso, y encima del casco urbano, Beloqui (660 m), en cuya ladera se encuentra la ermita de la Antigua, y ya en el sudeste el monte Argixao. 
El puente que separa los municipios de Zumárraga y Urrechu fue bautizado como el puente de Zufiaur (o Zufiaurreko zubia) por la familia Zufiaur en el siglo XV.

### Barrios y calles
Secundino Esnaola, Etxeberri, Orbegozo, Pza. Leturias, Argixao, Eitza, Av. Padre Urdaneta, Ipar Haizea, Agiña, San Cristóbal, Eliz-kale, Bidezar, Izazpi, Busca Isusi, Oquendo, Pza. Navarra, Piedad, Legazpi, Soraluce, Av. Euskal Herria, San Isidro, Txurruka, etc.

## Historia
Los primeros datos relativos a Zumárraga aparecen en 1366, cuando el pretendiente Enrique, que luchaba en la cruenta guerra civil de mediados del siglo XIV contra su hermanastro, el rey Pedro I, donó el monasterio de Zumárraga al Señor de Lazcano. Posteriormente, deseando salir del estrecho control a que había sometido a los pobladores de esta zona el rey, el 11 de diciembre de 1383, en el lugar de Urrutia, situado en el hoy barrio de Eitza, se firmó una escritura de concordia con la recién nacida villa de Villarreal de Urrechua. Dicho acuerdo fue confirmado por Juan II, en 1385, y ratificado por Enrique III. No obstante, en 1405, se declararon sin efecto tales acuerdos y se decretó que ambos municipios debían pertenecer a la vecindad de Segura, donde quedó adscrita hasta 1411. En fecha no determinada ingresó en la alcaldía mayor de Arería, en la que permaneció hasta 1660, y en 1661 Zumárraga recibió el título de villa.
Al principio Zumárraga era una población establecida en núcleos diseminados, caseríos dispersos, en torno a la parroquia que era Santa María de Zumárraga, más tarde conocida popularmente como «La Antigua». Desde finales del siglo XV, se fue situando más cerca del río, creándose un núcleo urbano a partir de Eizaga. Ello ocasionó que, situado aún el templo parroquial en el monte, se solicitara en el segundo tercio del siglo XVI de las autoridades eclesiásticas el traslado de la parroquia al fondo del valle, lo que conllevó una traslación o nuevo emplazamiento.

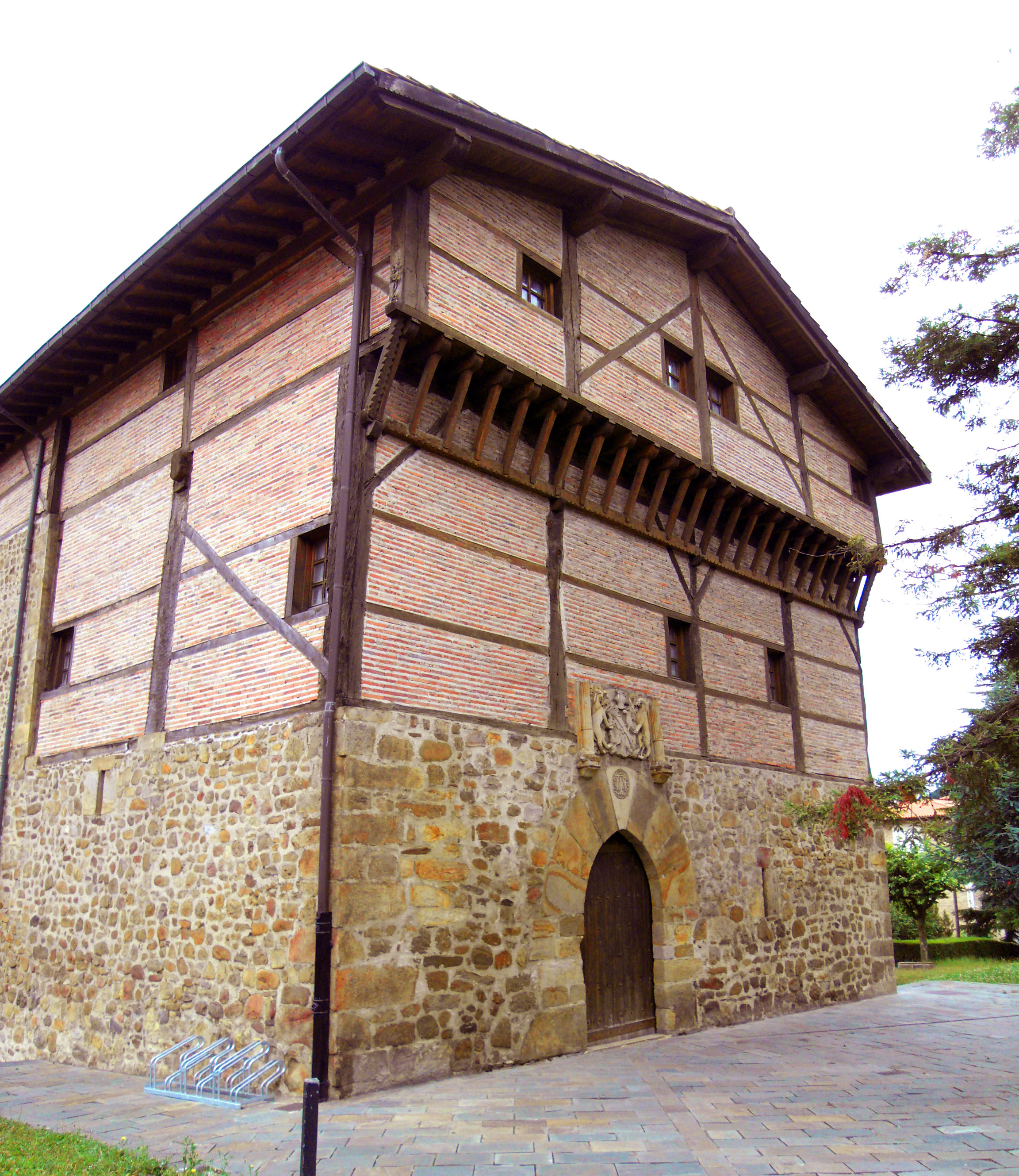
Casa-torre de Miguel López de Legazpi

Fechas claves en el municipio son: las primeras Ordenanzas Municipales de 1526; el primer Plan de Ordenación, por el arquitecto Estibanz, de 1860; el establecimiento del mercado quincenal los jueves en 1865, hoy semanal, que se celebra los sábados en la plaza de Euskadi y que es escaparate de la producción agrícola de los baserritarras de la zona; la inauguración de la nueva casa consistorial en 1866, que ha sido reformada en 1986 basándose en unos innovadores criterios estéticos; la inauguración del nuevo cementerio en 1875, que ha sido reformado en 1984 en una vuelta a la cripta; la primera traída de aguas en 1901; y la instalación en la villa de la empresa Esteban Orbegozo, S.A. en 1930, que significó la creación de abundantes puestos de trabajo, con una fuerte inmigración en la década de los años 50 y un impresionante crecimiento demográfico -cuadruplicando la población-, que alcanzó su culminación en 1977 con una población de 12 619 habitantes, momento en que la crisis económica varía la tendencia y comienza una emigración, superior al aumento vegetativo, que reduce la población a los 9668 habitantes actuales.
Mención aparte merece, por tratarse de un elemento decisivo en la historia de Zumárraga, el ferrocarril, pues, no en vano, se ha llegado a contar con tres estaciones diferentes. En 1864 se inauguró el Ferrocarril del Norte (hoy RENFE), línea Madrid-París; en 1889 se abrió al tráfico la línea Zumárraga-Málzaga de los Ferrocarriles Vascongados y, por último, se inauguró en 1926 el Ferrocarril del Urola, conocido como el Gure trena, línea Zumárraga-Zumaya. Tal hecho, recogido con carácter alegórico en una escultura de Vicente Larrea (1986) ubicada en la casa consistorial, convirtió a este municipio en uno de los núcleos de comunicaciones más importante del País Vasco, al enlazar la Meseta con la costa guipuzcoana y con Vizcaya. En la actualidad solo permanece en funcionamiento RENFE.
Zumárraga fue cuna de Miguel López de Legazpi, colonizador de las Islas Filipinas en el siglo XVI -cuya estatua preside la plaza principal de la villa desde 1897- y cuya casa natal, conocida como casa-torre de Legazpi o Jauregi Haundia, todavía se conserva remodelada. Actualmente acoge a la escuela de música Secundino Esnaola.
El 29 de agosto de 2000, la organización terrorista ETA asesinó al concejal Manuel Indiano, del Partido Popular.

## Economía

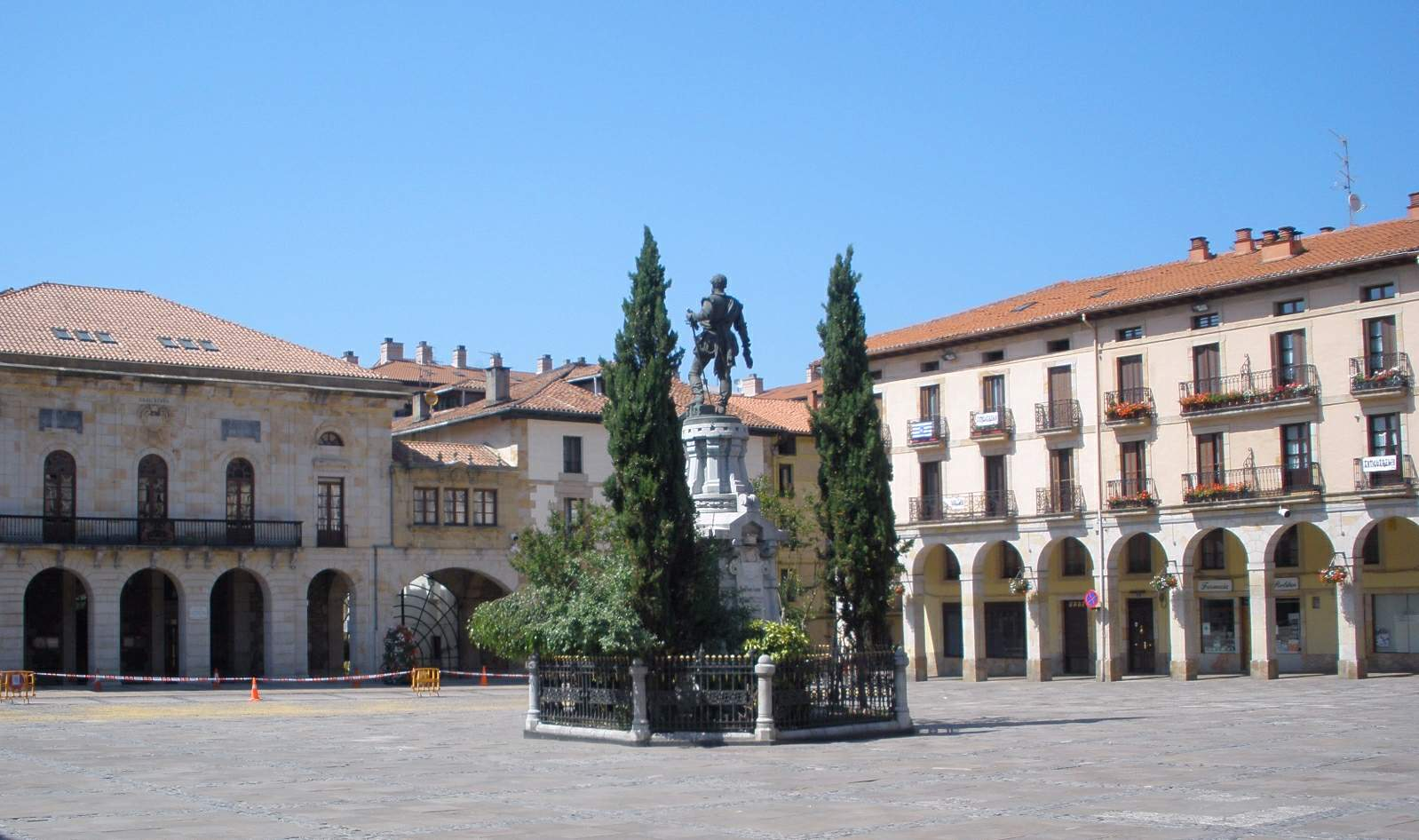
Plaza de Euskadi y monumento a Legazpi

Heredero de una tradición secular que solo conocía como forma de actividad económica válida la agricultura, el pueblo de Zumárraga todavía verá comenzar este siglo con una economía eminentemente rural (agrícola y ganadera), aunque por los efectos de la instalación de dos líneas de ferrocarril en el siglo XIX, más una en el XX, van a hacer que tenga una importancia creciente el sector industrial y, cada vez más, también se observe el auge del sector servicios.
A finales del siglo XIX, en 1885, empezó el auge de la manufactura de mimbre y junco con la fundación de una fábrica por Justo Artiz. Después se abrieron otras, como las de los Busca, los Legorburu, los Jaka y los Garín. Proliferaron también las pequeñas cesterías, dedicadas más a los cestos terreros hechos de mimbre y corteza de castaño. Era tal su importancia que la C/ Piedad era conocida por la denominación popular de cuesta de los Cesteros. El auge de la actividad se mantuvo hasta los años 30.
Tras la guerra civil española, mantenida de 1936 a 1939, es cuando Zumárraga se incorpora decididamente a la preponderancia del sector industrial, pues la recién instalada factoría Esteban Orbegozo, dedicada a la industria de la siderometalurgia, va a hacer que a partir de los años 50 se incorpore a la fábrica gran parte de la población del entonces pequeño pueblo, a la que se unirán grandes oleadas de trabajadores venidos de otras tierras de España, lo que va a disparar las cifras de población de la villa.
Junto a esta importante factoría van a instalarse o a agrandarse otras industrias (entre las últimas: Badiola Hermanos, Rojo y Zaldua, etc.), lo que va a configurar una población eminentemente industrial.
Por su parte, el sector servicios va creciendo también desde la década de los 50 con la inmigración masiva, pudiéndose decir que Zumárraga tiene una equilibrada economía en lo que a sus fuentes de producción respecta, ocupando asimismo un lugar importante este sector.[cita requerida]
Una de las principales empresas del municipio fue Arcelor Mittal Zumárraga, la antigua fábrica de Esteban Orbegozo integrada posteriormente en el gigante del acero mundial tras haber pertenecido en el pasado sucesivamente a grupos empresariales cada vez mayores: Acenor, el Grupo Marcial Ucín, Aceralia y Arcelor. La fábrica cesó su actividad productiva el 15 de marzo de 2016. 

## Administración y política
| Partido político                                              | 2023  | 2023       | 2019  | 2019       | 2015  | 2015       | 2011  | 2011       | 2007     | 2007       |
| Partido político                                              | %     | Concejales | %     | Concejales | %     | Concejales | %     | Concejales | %        | Concejales |
| Partido Socialista de Euskadi-Euskadiko Ezkerra (PSE-EE PSOE) | 42,05 | 6          | 48,68 | 7          | 51,19 | 8          | 39,82 | 8          | 55,38    | 11         |
| Euskal Herria Bildu (EH Bildu)-Bildu                          | 34,27 | 5          | 24,02 | 3          | 18,99 | 2          | 25,00 | 5          | —        | —          |
| Euzko Alderdi Jeltzalea-Partido Nacionalista Vasco (EAJ-PNV)  | 14,67 | 2          | 17,65 | 2          | 17,41 | 2          | 19,64 | 3          | 18,37    | 3          |
| Elkarrekin Podemos-Ezker Anitza-IU                            | 5,86  | 0          | 6,21  | 1          | 8,13  | 1          | —     | —          | —        | —          |
| Partido Popular del País Vasco (PP)                           | 1,58  | 0          | 2,23  | 0          | 3,02  | 0          | 6,15  | 1          | 7,12     | 1          |
| Aralar                                                        | —     | —          | —     | —          | —     | —          | 4,94  | 0          | Con EB-B | Con EB-B   |
| Ezker Batua-Berdeak (EB-B)                                    | —     | —          | —     | —          | —     | —          | 3,11  | 0          | 7,19     | 1          |
| Eusko Alkartasuna (EA)                                        | —     | —          | —     | —          | —     | —          | —     | —          | 9,7      | 1          |

El actual alcalde de la localidad es Mikel Serrano Aperribay, del PSE-EE/PSOE.

## Demografía
Zumárraga cuenta con una población de 9687 habitantes (INE 2024).
| Gráfica de evolución demográfica de Zumárraga entre 1842 y 2021                                                     |
| |
| Población de derecho según los censos de población del INE Población de hecho según los censos de población del INE |

El primer núcleo de asentamiento de la población se desarrolló en el monte, alejado del fondo del valle. Fueron las zonas de caseríos de Zoraitz (en las cercanías de la hoy ermita de Santa María, «La Antigua») y de Aranburu-Elgarresta. Buena prueba de ello es que en ese entorno habitado se construyó el primer templo parroquial.
A finales del siglo XV y principios del XVI se empezó a bajar al valle (las tierras de monte no daban para el crecimiento natural de la población). Se comenzó por el barrio de Eizaga. A mediados del siglo XVI ya estaba habitada la zona de Zufiaurre, junto al río.
Esa existencia de población en el valle ocasionó que sus pobladores solicitasen y consiguiesen la construcción de un templo parroquial, empezando sus trabajos en 1576. El anterior templo parroquial quedó como ermita.
La población se mantuvo estable a lo largo de los años en unos 2000 habitantes, hasta finales de la década de los 50 y primeros de los 60, momento en que el fuerte desarrollo industrial del Municipio propició una importante inmigración, llegándose hasta los 12 119 habitantes en 1977.
Es a partir de dicho año, con la crisis del petróleo y de la industria en general, cuando se produce un cambio en la tendencia y se observa un decrecimiento paulatino de la población, sin que el aumento vegetativo compense la emigración que se viene produciendo.

## Cultura

### Equipamientos culturales
- Villarreal de Urrechua-Zumarragako Gaztetxea
- Zelai-Arizti Kultur Etxea

### Deporte
Gran afición al mundo automovilístico, baloncesto, fútbol, balonmano y ciclismo. Con clubes muy importantes, que realizan eventos anuales con participación internacional.

### Fiestas
- 2 de julio, Santa Isabel
- 15 de agosto, día de la Virgen
- 13 de diciembre, Santa Lucía
- 15 de mayo, San Isidro

### Patrimonio

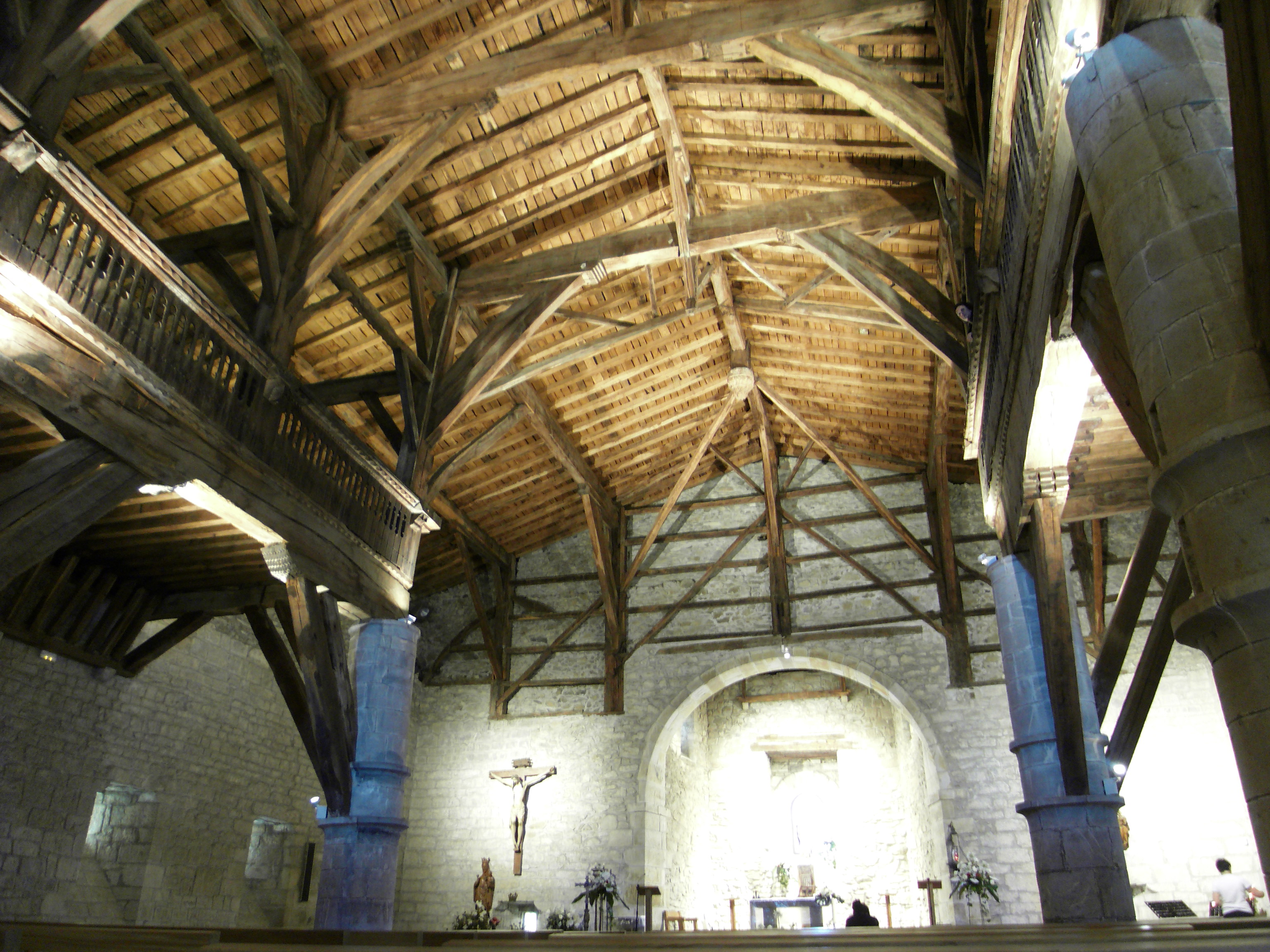
Ermita de la Antigua

Loyola, la Antigua y Aránzazu (Oñate) son muestra de tres estilos arquitectónicos claramente diferenciados y testimonio de una manera de sentir y representar la religiosidad vasca en tres momentos históricos distintos.

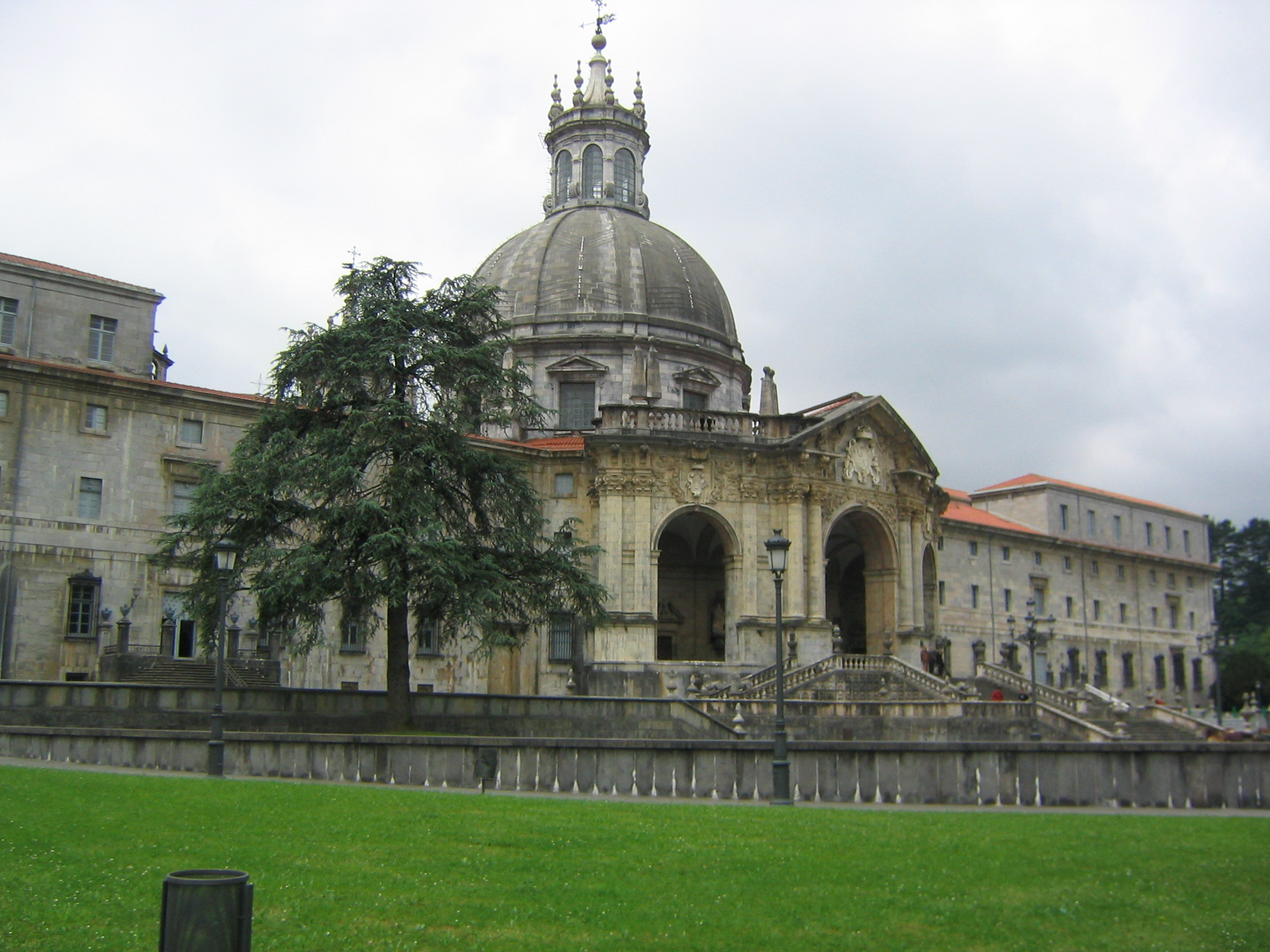
Santuario de Loyola
El santuario de Loyola es un impresionante conjunto monumental construido en el siglo XVII en honor de san Ignacio de Loyola, fundador de la Compañía de Jesús. Obra del insigne arquitecto italiano Carlo Fontana, fue realizado por algunos de los maestros vascos más reputados del momento: Zaldúa, Lecuona e Ignacio Ibero. De él destaca la basílica barroca de planta circular, rematada por una majestuosa cúpula, y la Santa Casa o Casa-torre de los Loiola, de la época medieval. En el ala derecha del Santuario podemos visitar el Museo y el Diaporama, cuyos contenidos se centran en el arte sacro y en la vida y obra de San Ignacio de Loyola. A escasos metros de la Basílica está el Caserío Errekarte, casa natal del jesuita Beato Hermano Gárate, hoy convertido en un pequeño museo.
Ermita Santa María de la Antigua
El segundo punto de referencia de la Ruta de los Tres Templos es la ermita de La Antigua. Ejemplar único de la arquitectura popular religiosa, ha sido denominada la catedral de las ermitas. De su austero exterior, de cierto carácter defensivo, destacaríamos la portada románica del siglo XIV; el calvario realizado en las obras de ampliación del siglo XV; y las saeteras de las fachadas norte y este. Pero es su extraordinario interior lo más sobresaliente del templo. De rústica construcción, en él se produce una perfecta simbiosis entre la piedra y la madera. Asimismo, el templo alberga una interesante talla gótica de la Virgen.

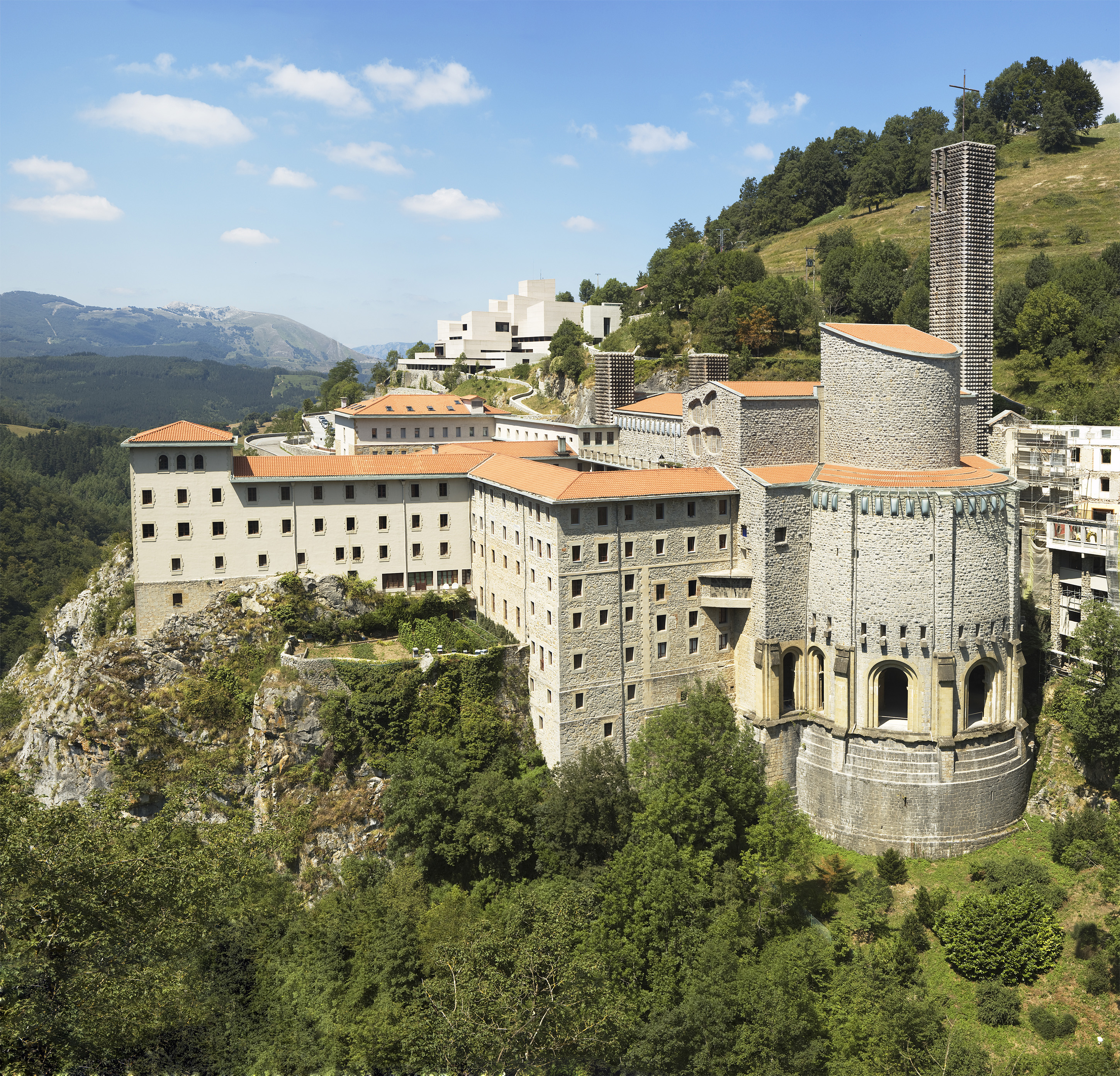
Santuario de Aránzazu
El último punto de referencia de la ruta es el Santuario de Arantzazu. Primero en su género, es sin duda la mejor muestra de arte vasco contemporáneo. Obra de los arquitectos Sáenz de Oiza y Laorga, en su esbelta silueta dominan las tres torres de piedra caliza labradas en punta de diamante. En la fachada sobresalen la escultura de la Piedad y el friso de catorce apóstoles de Jorge de Oteiza, así como las puertas de acceso de Eduardo Chillida. La nave interior está presidida por el mural-retablo de madera policromada realizado por Lucio Muñoz, que recrea el paisaje originario de Aranzatzu centrado en la imagen de Santa María del siglo XIII. En el Santuario también podemos observar las vidrieras de Xabier Álvarez de Eulate, las pinturas del corredor del camarín de Xabier Egaña y la cripta con las pinturas de Néstor Basterretxea.